# 神戸市立若宮小学校
神戸市立若宮小学校（こうべしりつ わかみやしょうがっこう）は、兵庫県神戸市須磨区若宮町二丁目にある公立小学校。

## 沿革
- 1938年（昭和13年）4月1日 - 須磨尋常小学校・東須磨尋常小学校から分離し、神戸市立若宮尋常小学校として開校。25学級、学童1258名。
- 1938年（昭和13年）4月19日 - 校章制定。
- 1939年（昭和14年）6月1日 - 新校舎が竣工。
- 1941年（昭和16年）4月1日 - 神戸市立若宮国民学校と改称。
- 1944年（昭和19年）8月 - 龍野市・新宮町（ともに現・たつの市）方面への学童集団疎開始まる（1945年11月まで）。
- 1945年（昭和20年）6月5日 - 校舎が神戸大空襲により被災。
- 1947年（昭和22年）4月 - 神戸市立若宮小学校と改称。
- 1955年（昭和30年）4月11日 - 神戸市立若宮幼稚園を併設。
- 1956年（昭和31年）1月21日 - 龍野市・新宮町の16箇所へ学童集団疎開のお礼訪問。
- 1995年（平成7年）
  - 1月17日 - 午前5時46分、阪神・淡路大震災が発生。校地を避難所とする。
  - 2月6日 - 青空教室を開始（2月15日まで）。
  - 2月16日 - 2部授業にて授業再開。
  - 3月1日 - 通常授業を再開。
  - 8月23日 - 避難所対策本部解散。
- 1997年（平成9年）5月 - 神戸連続児童殺傷事件を受け、集団下校開始。
- 1998年（平成10年） - 現校舎移転。
- 2002年（平成14年）3月18日 - 神戸市立若宮幼稚園を閉園。

## 著名な卒業生
- 斎藤元彦[1] - 兵庫県知事

## 通学区域
- 神戸市須磨区[2]
  - 青葉町1 - 4丁目、磯馴町1 - 6丁目、衣掛町1 - 5丁目、小寺町1 - 4丁目、外浜町1 - 4丁目、鷹取町1 - 4丁目、古川町1 - 4丁目、松風町3 - 5丁目[3]、村雨町3 - 6丁目、行平町1 - 3丁目、若宮町1 - 3丁目

## 校区周辺
- 国道2号 - 阪神高速若宮出入口付近の北側。
- 妙法寺川 - 校地東側を南流する。
- 神戸市立鷹取中学校（進学先中学校）
- 須磨海浜公園
- 神戸衣掛郵便局
- 須磨郵便局（日本郵便須磨支店併設）
- 天井川
- 阪神高速3号神戸線
  - 若宮出入口
  - 若宮カーブ

## 交通アクセス
- 西日本旅客鉄道（JR西日本）山陽本線（JR神戸線） 須磨海浜公園駅から南東へ600m。
- 神戸市バス（10・81系統）若宮町バス停から東へ200m。

## 通学区域が隣接している学校
- 神戸市立西須磨小学校
- 神戸市立だいち小学校
- 神戸市立駒ケ林小学校